# Vildé (Soria)
Vildé es una localidad española del municipio de Burgo de Osma-Ciudad de Osma, perteneciente a la provincia de Soria, en la comunidad autónoma de Castilla y León).

## Geografía
Forma parte del partido judicial de partido judicial de Burgo de Osma. En los alrededores de Vilde están la presa en el Duero, el pantano en el río Caracena y la torre de la Mora. Por la localidad discurre el Camino del Cid.

## Historia
Perteneció tras la reconquista de la zona al alfoz de Gormaz quedando su historia ligada a la villa de Gormaz hasta la liquidación de los señoríos en el siglo XIX.
En el censo de 1787, ordenado por el conde de Floridablanca,  figuraba como lugar del partido de Gormaz en la intendencia de Soria, con jurisdicción de señorío y bajo la autoridad del alcalde pedáneo, nombrado por el conde de Ribadavia. Contaba entonces con 167 habitantes.
A la caída del Antiguo Régimen la localidad se constituyó en municipio constitucional en la región de Castilla la Vieja que en el censo de 1842 contaba con 36 hogares y 134 vecinos. Hacia mediados del siglo XIX, el lugar tenía contabilizadas 60 casas. Aparece descrito en el decimosexto volumen del Diccionario geográfico-estadístico-histórico de España y sus posesiones de Ultramar de Pascual Madoz de la siguiente manera:

VILDE: l. con ayunt. en la prov. de Soria (11 leg.), part. jud. del Burgo (2), aud. terr. y c. g. de Búrgos (22), dióc. de Osma (2). sit. en llano y combatido principalmente de los vientos del N.; tiene 60 casas, la consistorial; escuela de instruccion primaria frecuentada por 20 alumnos, á cargo de un maestro, dotado con 22 fan. de trigo; igl. parr. (Sta. Maria) matriz de la de Navapalos, servida por un cura y un sacristan: confina el térm. con los de Villanueva, Fresno y Navapalos: el terreno bañado por los r. Adanta y Duero, es de buena calidad; hay un buen monte de encina y enebros, y á las márg. del Adanta se ven infinidad de álamos blancos y negros. caminos: los locales, en mal estado. correo: sé recibe y despacha en el Burgo por propio. prod.: trigo, cebada, centeno, patatas, legumbres, lino, fruta, leñas de combustible y buenos pastos, con los que se mantiene ganado lanar, vacuno y de cerda; hay caza de perdices, conejos y liebres; pesca de barbos y anguilas. ind.: la agrícola y un molino harinero. comercio: esportacion del sobrante de frutos, é importacion de los art. que faltan. pobl.: 36 vec., 134 alm. cap. imp.: 23,567 rs.
(Madoz, 1850, p. 89)

A mediados del siglo XIX el término del municipio creció al incorporar a Navapalos. En 1967 el municipio de Vildé desapareció, al fusionarse con los de Burgo de Osma, Osma, Alcubilla del Marqués, Torralba del Burgo, Lodares de Osma, Berzosa y Valdenarros para formar el nuevo término municipal de Burgo de Osma-ciudad de Osma.

## Demografía
| Gráfica de evolución demográfica de Vilde entre 1842 y 1960 |
| |
| Población de derecho según los censos de población del INE Población de hecho según los censos de población del INEEntre el censo de 1857 y el anterior, crece el término del municipio porque incorpora a 425073 (Navapalos) Entre el censo de 1970 y el anterior, este municipio desaparece porque se integra en el municipio 42043 (El Burgo de Osma) |

En el año 1981 contaba con 119 habitantes, concentrados en el núcleo principal, pasando a 43 en 2016.

## Fiestas
Cada 20 de agosto se celebra la fiesta local que dura tres días.